# 에스타디오 데 멘디소로차
멘디소로차(바스크어: Mendizorrotza, 스페인어: Mendizorroza)는 스페인 바스크 주 비토리아-가스테이스에 있는 축구 경기장이다. 이 구장은 알라베스의 안방이다.

## 역사
1924년 4월 27일에 개장한 이 구장은 엘 몰리논, 메스타야에 이어 스페인 축구 프로리그에 현존하는 3번째로 가장 오래된 구장이다.
오랜 역사를 감내하는 구장은 몇 차례 새로 단장되었다. 가장 큰 보수공사는 1999년에 진행되었는데, 귀퉁이 관중석 수를 늘려 현재의 19,840명을 수용 가능한 구장이 되었다.
2016년 12월, 호세안 케레헤타 구단 회장은 경기장의 현대회 및 확장 계획을 발표했고, 완공 후, 이 경기장은 28,000명을 수용할 예정이다. 그러나, 스페인의 코로나19 범유행으로 재정난에 부딪쳐, 경기장 보수 계획이 최소 1년은 늦춰졌다.

## 갤러리

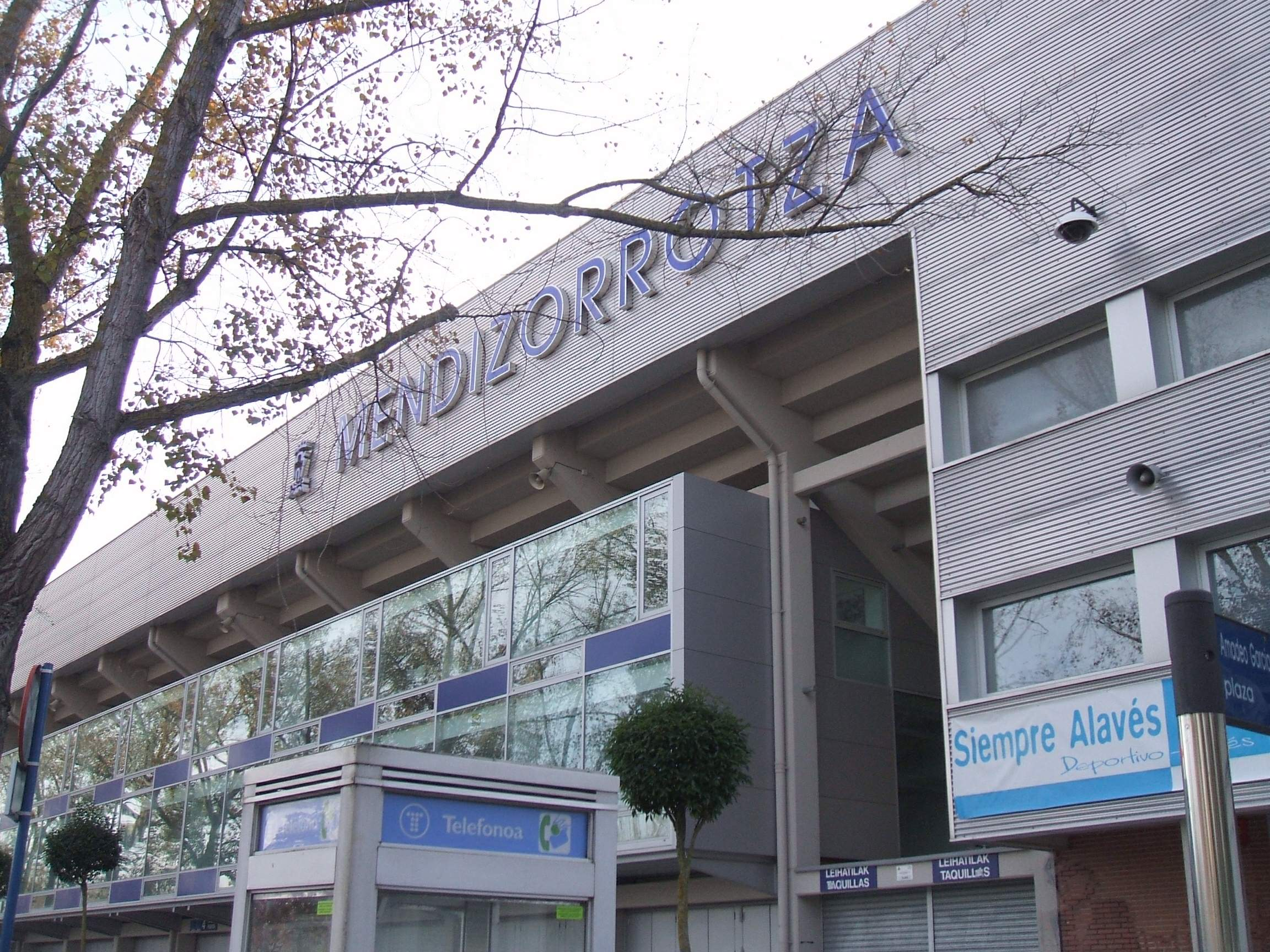
주 스탠드 외부
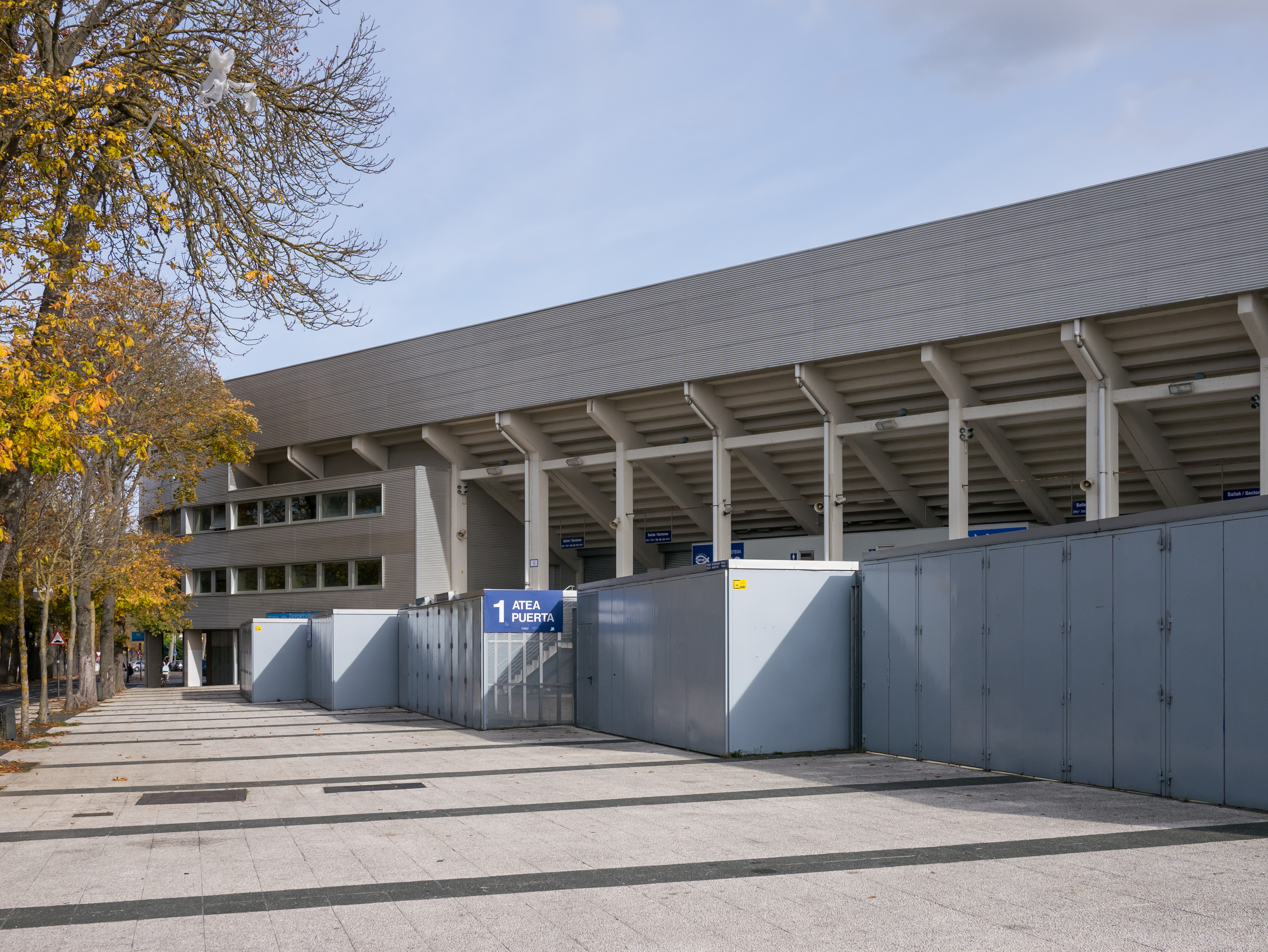
경기장 외부
2021년에 촬영된 내부
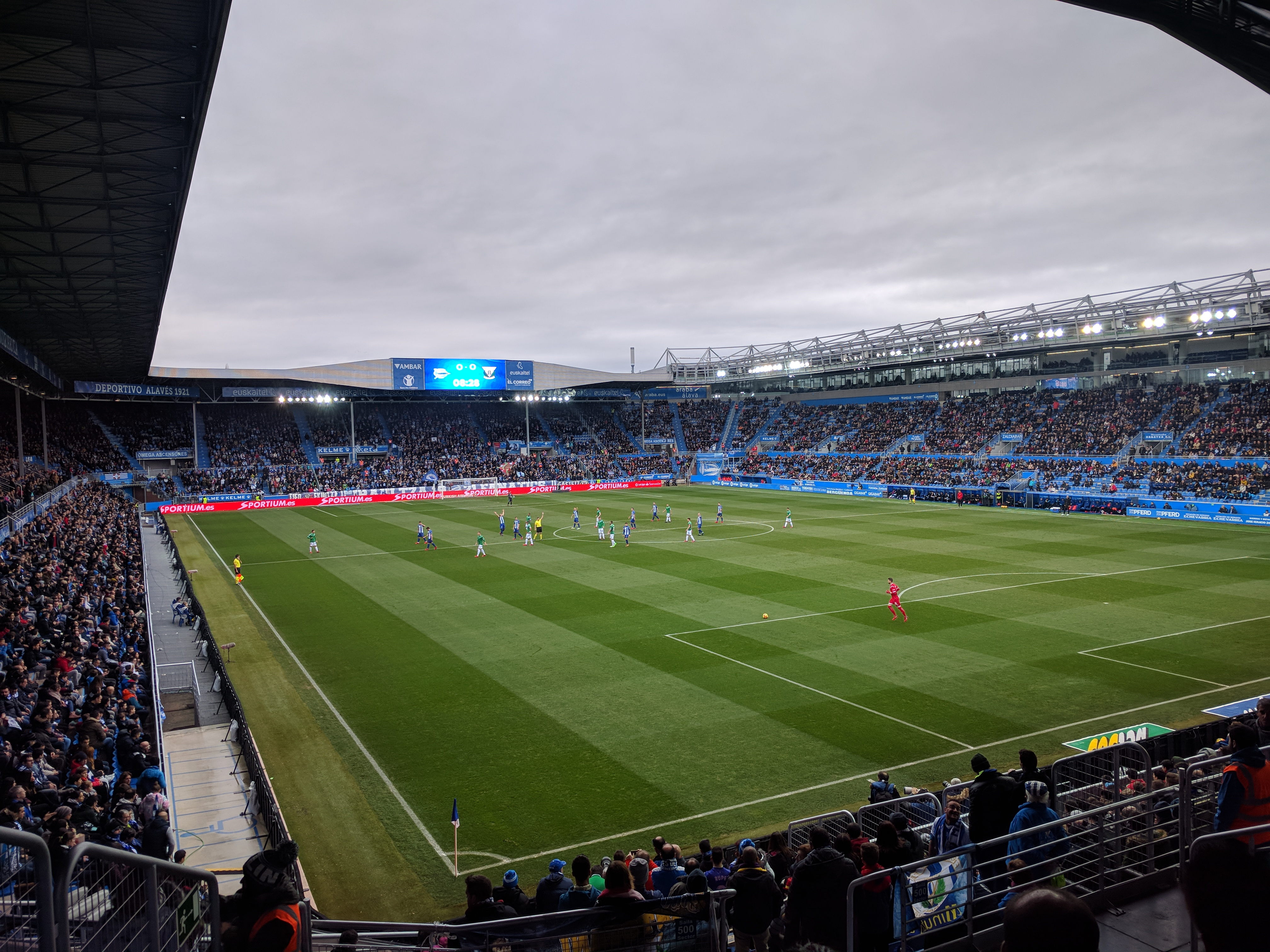
2017년에 촬영된 경기장
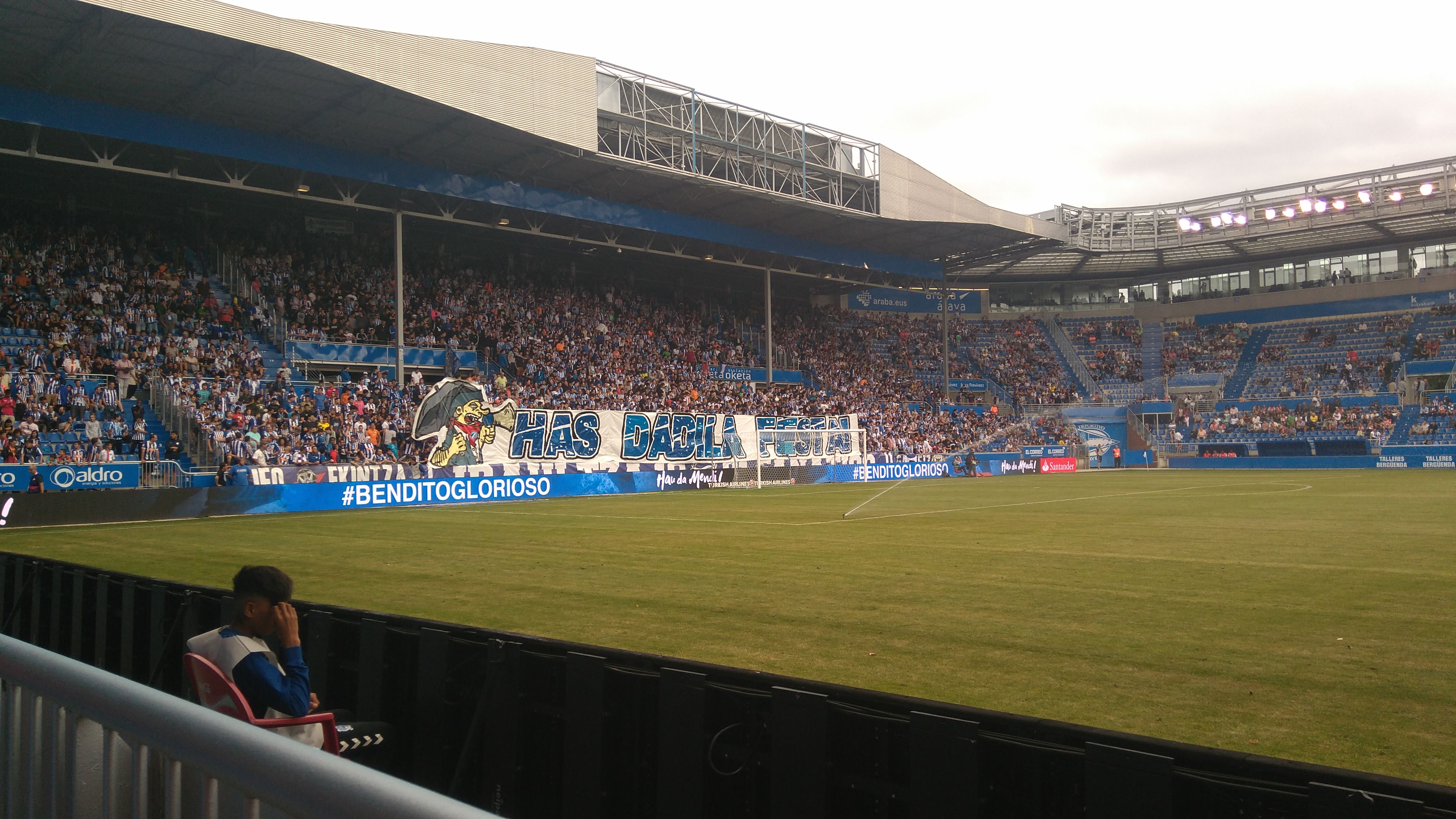
경기장 내부